# Diário Oficial da Galiza
O Diário Oficial da Galiza (DOG; em galego:  Diario Oficial de Galicia) é o diário oficial da Comunidade Autónoma da Galiza, onde se divulgam com carácter oficial as normas jurídicas e outros actos da administração e do governo galego para que produzam os efeitos jurídicos correspondentes.

## História
O Diário Oficial da Galiza nasceu com o apoio da administração autonómica, onde publicou-se pela primeira vez a 1 de dezembro de 1978. Em maio de 2011, o DOG deixou de ser editado na versão em papel e passou a ser publicado somente na versão digital.
Na atualidade é possível consultar a sua publicação em português, castelhano e galego autonómico